# Giải thưởng Âm nhạc Mỹ cho Nam nghệ sĩ Pop/Rock được yêu thích nhất
Giải thưởng Âm nhạc Mỹ cho hạng mục Nam Nghệ sĩ Pop/Rock được Yêu thích Nhất bắt đầu được trao tặng kể từ năm 1974.
Hạng mục này tôn vinh những nam nghệ sĩ nhạc Pop/Rock xuất sắc của năm trước đó (từ 2003 trở đi khi các giải thưởng đã được trao vào tháng 11 cùng năm).
Có bốn nghệ sĩ giành được nhiều chiến thắng nhất trong hạng mục này, đó là Eric Clapton, Michael Bolton, Michael Jackson và Barry Manilow, với mỗi người ba lần giành được chiến thắng. Thêm vào đó, Michael Jackson là ca sĩ duy nhất giành được chiến thắng ở hạng mục này trong ba thập niên riêng biệt (1984, 1996, và 2009). Trong khi, Justin Bieber lại là nghệ sĩ trẻ nhất giành được danh hiệu này, khi ở tuổi 16.

## Chiến thắng và đề cử

### 1970s
| Năm            | Nghệ Sĩ       | Ghi Chú |
| -------------- | ------------- | ------- |
| 1974(1st)      | Jim Croce     |         |
| 1974(1st)      | Elton John    |         |
| 1974(1st)      | Stevie Wonder |         |
| 1975(2nd)      |               |         |
| John Denver    |               |         |
| Elton John     |               |         |
| Charlie Rich   |               |         |
| 1976(3rd)      |               |         |
| John Denver    |               |         |
| Elton John     |               |         |
| Neil Sedaka    |               |         |
| 1977(4th)      |               |         |
| Elton John     |               |         |
| Peter Frampton |               |         |
| Barry Manilow  |               |         |
| 1978(5th)      |               |         |
| Barry Manilow  |               |         |
| Peter Frampton |               |         |
| Stevie Wonder  |               |         |
| 1979(6th)      |               |         |
| Barry Manilow  |               |         |
| Andy Gibb      |               |         |
| Billy Joel     |               |         |

### 1980s
| Năm               | Nghệ Sĩ       | Ghi Chú |
| ----------------- | ------------- | ------- |
| 1980(7th)         | Barry Manilow |         |
| 1980(7th)         | Billy Joel    |         |
| 1980(7th)         | Kenny Rogers  |         |
| 1981(8th)         |               |         |
| Kenny Rogers      |               |         |
| Billy Joel        |               |         |
| Bob Seger         |               |         |
| 1982(9th)         |               |         |
| Kenny Rogers      |               |         |
| John Lennon       |               |         |
| Eddie Rabbitt     |               |         |
| Rick Springfield  |               |         |
| 1983(10th)        |               |         |
| John Mellencamp   |               |         |
| Rick Springfield  |               |         |
| Paul McCartney    |               |         |
| 1984(11th)        |               |         |
| Michael Jackson   |               |         |
| David Bowie       |               |         |
| Billy Joel        |               |         |
| Lionel Richie     |               |         |
| 1985(12th)        |               |         |
| Lionel Richie     |               |         |
| Prince            |               |         |
| Bruce Springsteen |               |         |
| 1986(13th)        |               |         |
| Bruce Springsteen |               |         |
| Phil Collins      |               |         |
| Prince            |               |         |
| 1987(14th)        |               |         |
| Lionel Richie     |               |         |
| Peter Gabriel     |               |         |
| Robert Palmer     |               |         |
| David Lee Roth    |               |         |
| 1988(15th)        |               |         |
| Paul Simon        |               |         |
| Michael Jackson   |               |         |
| George Michael    |               |         |
| 1989(16th)        |               |         |
| George Michael    |               |         |
| Michael Jackson   |               |         |
| Steve Winwood     |               |         |

### 1990s
| Năm             | Nghệ Sĩ         | Ghi Chú |
| --------------- | --------------- | ------- |
| 1990(17th)      | Bobby Brown     | [ 1 ]   |
| 1990(17th)      | Richard Marx    | [ 1 ]   |
| 1990(17th)      | John Mellencamp | [ 1 ]   |
| 1991(18th)      |                 | [ 1 ]   |
| Phil Collins    | [ 2 ]           |         |
| Michael Bolton  | [ 2 ]           |         |
| MC Hammer       | [ 2 ]           |         |
| 1992(19th)      | [ 2 ]           |         |
| Michael Bolton  |                 |         |
| Bryan Adams     |                 |         |
| Rod Stewart     |                 |         |
| 1993(20th)      |                 |         |
| Michael Bolton  | [ 3 ]           |         |
| Bryan Adams     | [ 3 ]           |         |
| Eric Clapton    | [ 3 ]           |         |
| Michael Jackson | [ 3 ]           |         |
| 1994(21st)      | [ 3 ]           |         |
| Eric Clapton    |                 |         |
| Michael Bolton  |                 |         |
| Michael Jackson |                 |         |
| Rod Stewart     |                 |         |
| 1995(22nd)      |                 |         |
| Michael Bolton  | [ 4 ]           |         |
| Bryan Adams     | [ 4 ]           |         |
| Meat Loaf       | [ 4 ]           |         |
| 1996(23rd)      | [ 4 ]           |         |
| Michael Jackson | [ 5 ]           |         |
| Elton John      | [ 5 ]           |         |
| Seal            | [ 5 ]           |         |
| 1997(24th)      | [ 5 ]           |         |
| Eric Clapton    | [ 6 ]           |         |
| Bryan Adams     | [ 6 ]           |         |
| Seal            | [ 6 ]           |         |
| 1998(25th)      | [ 6 ]           |         |
| Babyface        | [ 7 ]           |         |
| Beck            | [ 7 ]           |         |
| Puff Daddy      | [ 7 ]           |         |
| 1999(26th)      | [ 7 ]           |         |
| Eric Clapton    |                 |         |
| Puff Daddy      |                 |         |
| Will Smith      |                 |         |

### 2000s
| Năm               | Nghệ Sĩ       | Ghi Chú |
| ----------------- | ------------- | ------- |
| 2000(27th)        | Will Smith    | [ 8 ]   |
| 2000(27th)        | Lenny Kravitz | [ 8 ]   |
| 2000(27th)        | Ricky Martin  | [ 8 ]   |
| 2001(28th)        |               | [ 8 ]   |
| Kid Rock          |               |         |
| Marc Anthony      |               |         |
| Eminem            |               |         |
| 2002(29th)        |               |         |
| Lenny Kravitz     |               |         |
| R. Kelly          |               |         |
| Shaggy            |               |         |
| 2003(30th)        |               |         |
| Eminem            | [ 9 ]         |         |
| Enrique Iglesias  | [ 9 ]         |         |
| Nelly             | [ 9 ]         |         |
| 2003(31st)        | [ 9 ]         |         |
| Kid Rock          | [ 10 ]        |         |
| Clay Aiken        | [ 10 ]        |         |
| John Mayer        | [ 10 ]        |         |
| Justin Timberlake | [ 10 ]        |         |
| 2004(32nd)        | [ 10 ]        |         |
| Usher             | [ 11 ]        |         |
| Josh Groban       | [ 11 ]        |         |
| Lenny Kravitz     | [ 11 ]        |         |
| Michael McDonald  | [ 11 ]        |         |
| 2005(33rd)        | [ 11 ]        |         |
| Will Smith        | [ 12 ]        |         |
| 50 Cent           | [ 12 ]        |         |
| Rob Thomas        | [ 12 ]        |         |
| 2006(34th)        | [ 12 ]        |         |
| Sean Paul         | [ 13 ]        |         |
| Nick Lachey       | [ 13 ]        |         |
| Kanye West        | [ 13 ]        |         |
| 2007(35th)        | [ 13 ]        |         |
| Justin Timberlake | [ 14 ]        |         |
| Akon              | [ 14 ]        |         |
| Timbaland         | [ 14 ]        |         |
| 2008(36th)        | [ 14 ]        |         |
| Chris Brown       | [ 15 ]        |         |
| Kid Rock          | [ 15 ]        |         |
| Usher             | [ 15 ]        |         |
| 2009(37th)        | [ 15 ]        |         |
| Michael Jackson   | [ 16 ]        |         |
| Eminem            | [ 16 ]        |         |
| T.I.              | [ 16 ]        |         |

### 2010s
| Năm               | Nghệ Sĩ       | Ghi Chú |
| 2010 (38th)       |               |         |
| ----------------- | ------------- | ------- |
| 2010 (38th)       | Justin Bieber | [ 17 ]  |
| 2010 (38th)       | Eminem        | [ 17 ]  |
| 2010 (38th)       | Usher         | [ 17 ]  |
| 2011 (39th)       |               | [ 17 ]  |
| Bruno Mars        | [ 18 ]        |         |
| Justin Bieber     | [ 18 ]        |         |
| Pitbull           | [ 18 ]        |         |
| 2012(40th)        | [ 18 ]        |         |
| Justin Bieber     | [ 19 ]        |         |
| Flo Rida          | [ 19 ]        |         |
| Pitbull           | [ 19 ]        |         |
| Usher             | [ 19 ]        |         |
| 2013 (41st)       | [ 19 ]        |         |
| Justin Timberlake | [ 20 ]        |         |
| Bruno Mars        | [ 20 ]        |         |
| Robin Thicke      | [ 20 ]        |         |
| 2014 (42nd)       | [ 20 ]        |         |
| Sam Smith         | [ 21 ]        |         |
| John Legend       | [ 21 ]        |         |
| Pharrell Williams | [ 21 ]        |         |
| 2015 (43rd)       | [ 21 ]        |         |
| Ed Sheeran        | [ 22 ]        |         |
| Nick Jonas        | [ 22 ]        |         |
| Sam Smith         | [ 22 ]        |         |
| 2016 (44th)       | [ 22 ]        |         |
| Justin Bieber     | [ 23 ]        |         |
| Drake             | [ 23 ]        |         |
| The Weeknd        | [ 23 ]        |         |
| 2017 (45th)       | [ 23 ]        |         |
| Bruno Mars        | [ 24 ]        |         |
| Drake             | [ 24 ]        |         |
| Ed Sheeran        | [ 24 ]        |         |
| 2018 (46th)       | [ 24 ]        |         |
| Post Malone       | [ 25 ]        |         |
| Drake             | [ 25 ]        |         |
| Ed Sheeran        | [ 25 ]        |         |
| 2019 (47th)       | [ 25 ]        |         |
| Khalid            | [ 26 ]        |         |
| Post Malone       | [ 26 ]        |         |
| Drake             | [ 26 ]        |         |

### 2020s
| Năm         | Nghệ Sĩ       | Ghi Chú |
| ----------- | ------------- | ------- |
| 2020 (48th) | Justin Bieber | [ 27 ]  |
| 2020 (48th) | Post Malone   | [ 27 ]  |
| 2020 (48th) | The Weeknd    | [ 27 ]  |
| 2021 (49th) | Ed Sheeran    | [ 28 ]  |
| 2021 (49th) | Drake         | [ 28 ]  |
| 2021 (49th) | Justin Bieber | [ 28 ]  |
| 2021 (49th) | Lil Nas X     | [ 28 ]  |
| 2021 (49th) | The Weeknd    | [ 28 ]  |
| 2022 (50th) | Bad Bunny     |         |
| 2022 (50th) | Drake         |         |
| 2022 (50th) | Ed Sheeran    |         |
| 2022 (50th) | Harry Styles  |         |
| 2022 (50th) | The Weeknd    |         |

## Kỷ lục

### Chiến thắng nhiều nhất
| Thắng 4 lần - Justin Bieber Thắng 3 lần - Michael Bolton - Eric Clapton - Michael Jackson - Barry Manilow | Thắng 2 lần - John Denver - Bruno Mars - Lionel Richie - Kid Rock - Kenny Rogers - Ed Sheeran - Will Smith - Justin Timberlake |

### Đề cử nhiều nhất
| Đề cử 7 lần - Michael Jackson Đề cử 6 lần - Justin Bieber Đề cử 5 lần - Michael Bolton - Drake - Elton John | Đề cử 4 lần - Bryan Adams - Eric Clapton - Eminem - Billy Joel - Barry Manilow - Ed Sheeran - Usher Đề cử 3 lần - Lenny Kravitz - Bruno Mars - Lionel Richie - Kid Rock - Kenny Rogers - Will Smith - The Weeknd - Justin Timberlake |